# Нижний провиантский склад
Музей «Фондохранилище» (Нижний провиантский склад) расположен в городе Нижнем Тагиле (Свердловская область, Россия) в здании Нижнего провиантского склада, который вместе с Музеем природы и охраны окружающей среды (Верхний провиантский склад) входит в музейный комплекс Демидовских провиантских складов и является составной частью музейного объединения «Горнозаводской Урал». Здание Нижнего провиантского склада — одно из старейших зданий города и имеет статус памятника архитектуры областного значения.

## История
Нижний провиантский склад был построен в 1750 году (примерно на 20 лет позже Верхнего) по расположению Никиты Демидова для хранения съестных припасов Тагильского железоделательного завода. Впервые здание упоминается на плане Нижнетагильского поселения 1760-х гг., где оно обозначено номером 27 и именуется «амбаром-кладовой».
В 1978 году Нижний провиантский склад был переоборудован в фондохранилище Нижнетагильского краеведческого музея.

## Описание

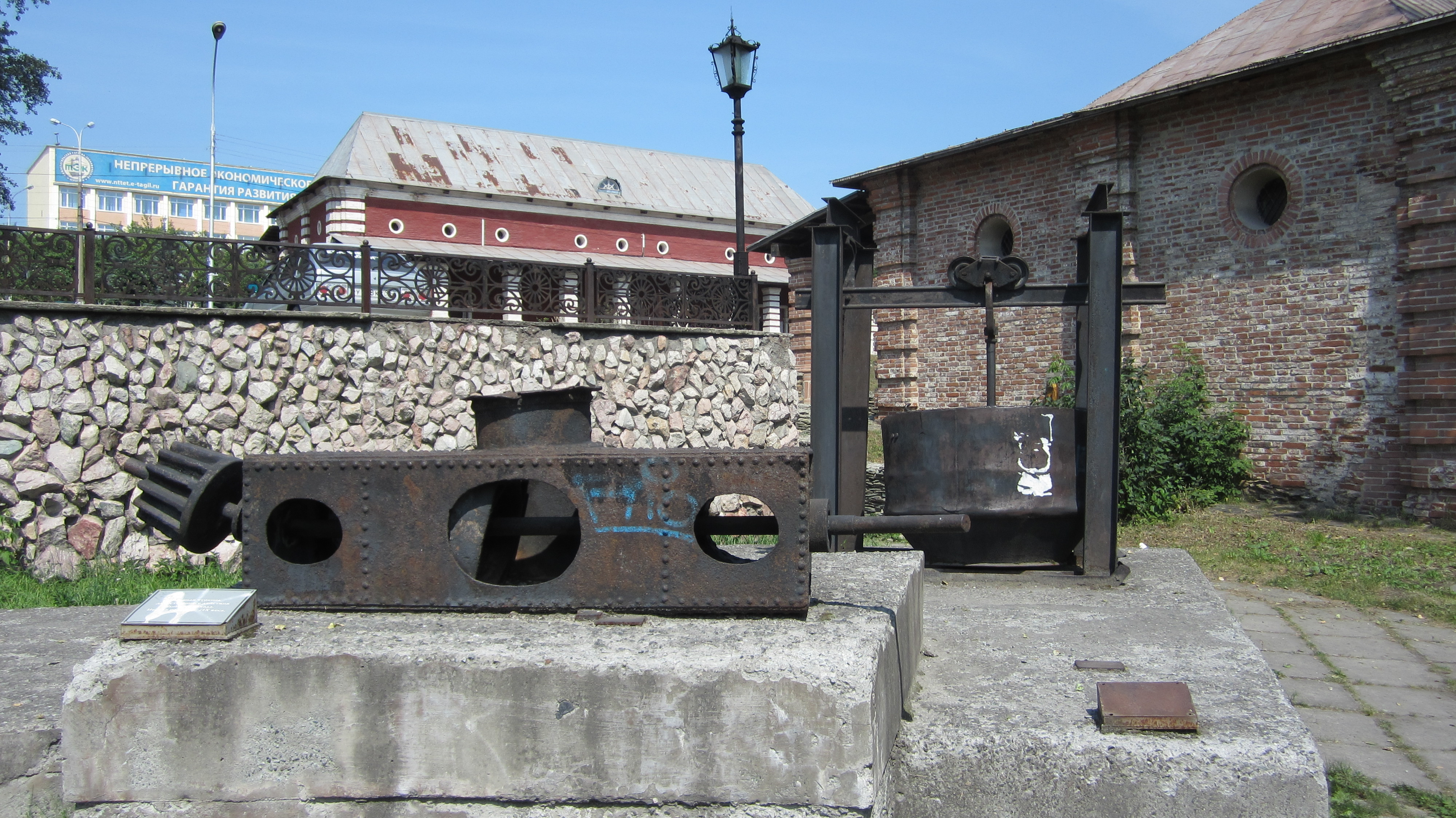
Комплекс Демидовские провиантские склады

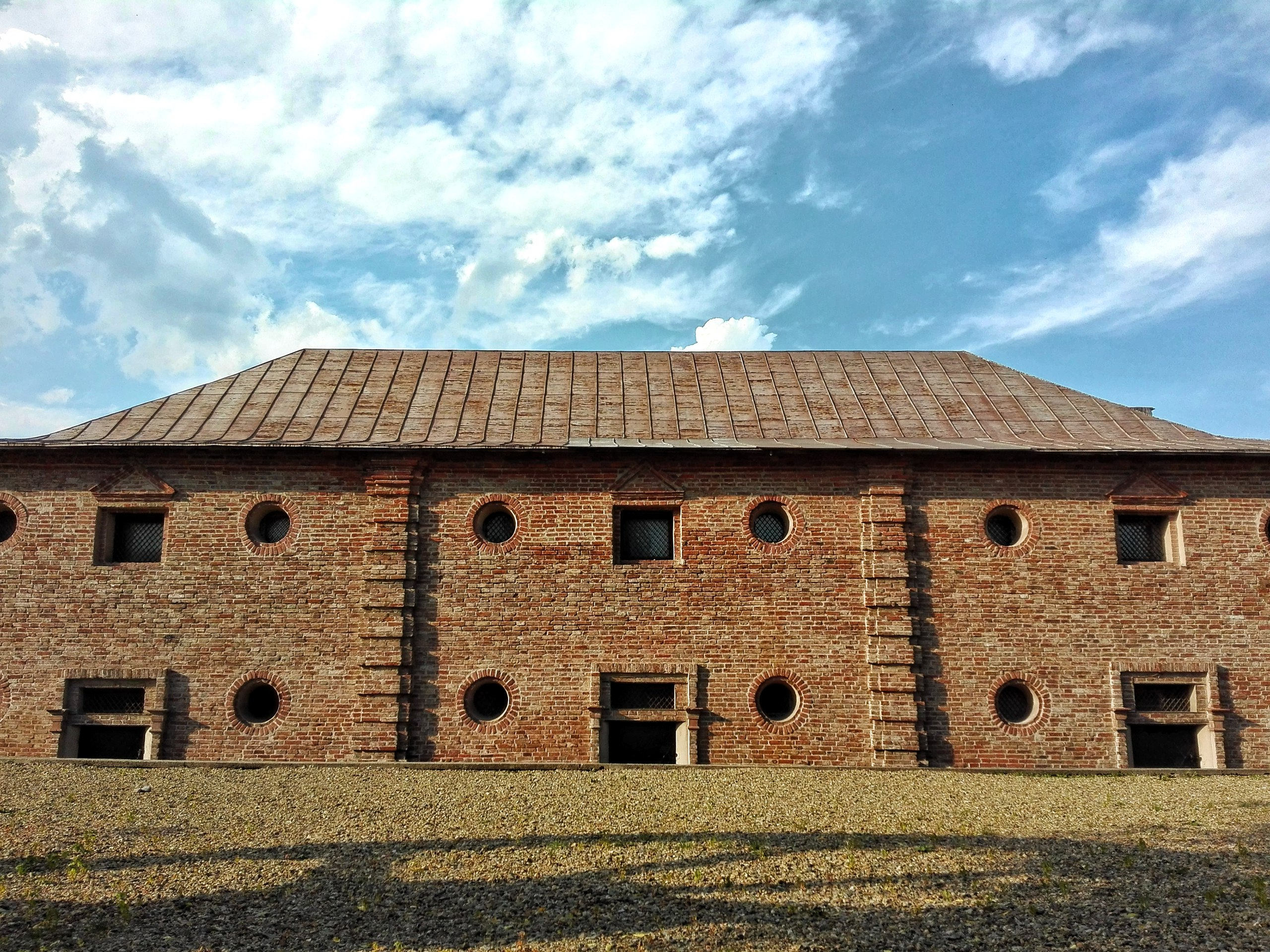
Нижний провиантский склад, вид с ЦПКиО имени Бондина

Нижний провиантский склад расположен на Уральской улице через дорогу от Верхнего склада, находится ниже уровня тротуара и парковки, от которых ко входу ведут две старинные каменные лестницы. Здание Нижнего склада в своём облике повторяет архитектурный стиль соседнего Верхнего. Как и Верхний склад, Нижний построен в смешанном стиле Петровского барокко и Русского архитектурного стиля. Здание двухэтажное, сложено из крупного кирпича буро-бежевого цвета, вдоль стены главного фасада, обращённого к улице, имеется ряд колонн с рустом, поддерживающих навес, в массивных стенах на обоих этажах находятся ряды окон-иллюминаторов. Крыша, как и у Верхнего склада, высокая, прямоугольная, четырёхгранная (четырёхскатная) и также имеет по одному окну-мансарде с северной и южной сторон. С лицевого фасада, со стороны улицы крыша переходит в навес, который поддерживают колонны. В отличие от Верхнего склада, у Нижнего ряд колонн с навесом расположен только с одной стороны, с другой (со стороны парка) — только чёрный вход — массивная кованная дверь в небольшой арке. Перед Нижним провиантским складом, в низине сохранился фрагмент старинной мостовой. Возле здания стороны Краеведческого музея созданная в 1985 году экспозиция горнозаводского оборудования XVIII—XX веков.

## Экспозиция
В здании Нижнего склада располагается фондохранилище музея-заповедника «Горнозаводской Урал» и открыты две экспозиции: подарки музею от частных лиц и интерьер тагильского трактира XIX—XX веков. В музее проходят различные тематические программы для школьников с чаепитием из старинного самовара. Самые ценные экспонаты музея — старинная малахитовая дарохранительница, серебряная ваза, подаренная Демидовым семье Черепановых, тарелка с гербом из сервиза Демидовых, а также небольшое собрание минералов Урала, коллекция тропических бабочек и старинная мебель из дома князей Демидовых и других старинных особняков города. Интерьер музея позволяет ощутить атмосферу дореволюционного Тагила.